# Иннес, Роберт Торберн Эйтон
Роберт Торберн Эйтон Иннес (англ. Robert Thorburn Ayton Innes, 1861—1933) — английский астроном.

## Биография
Родился в Эдинбурге, образование получил самостоятельно. В молодости отправился в Австралию, где работал виноторговцем в Сиднее и одновременно вёл наблюдения как астроном-любитель, используя домашний 12-дюймовый (30 см) телескоп-рефлектор. Обнаружил несколько новых двойных звезд, а также опубликовал ряд работ по возмущениям орбит Марса и Венеры. В 1894 году был приглашён Королевским астрономом сэром Дэвидом Гиллом на работу в обсерваторию на Мысе Доброй Надежды. В 1903 году Иннес занял должность директора новой метеорологической обсерватории в Йоханнесбурге, которую впоследствии реорганизовал в астрономическую обсерваторию и был её директором с 1903 по 1927 год.
Основные труды в области наблюдательной астрономии. Известен многочисленными наблюдениями двойных звёзд, открыл 1628 новых пар на южном небе; опубликовал в 1899 и 1927 годах каталоги южных двойных звёзд. Проводил также систематические наблюдения переменных звёзд (открыл более ста переменных), наблюдал галилеевы спутники Юпитера, покрытия звёзд Луной. Одним из первых обнаружил Большую январскую комету 1910 года. Был одним из пионеров применения блинк-микроскопа в астрономии, с помощью этого прибора открыл ближайшую к Солнцу звезду — Проксиму Центавра.
Член Королевского общества Эдинбурга (1904), почётный доктор Лейденского университета (1923).
В его честь названы кратер на Луне, звезда и астероид № 1658.